# Яворжице
Яворжице (чеш. Javořice) — гора в Чехии, расположена в горной системе Йиглавские горы на Чешско-Моравской возвышенности в 10 км от Тельча; покрыта хвойным лесом. С 1989 года на горе находится телебашня.
С горы видно массив Шнеберг, расположенный в Австрии. Обсуждается строительство смотровой вышки на Яворжице вместо разрушенной.
Попасть на вершину можно из деревни Светла (2 км), по 7-километровой туристической тропе от Студены, либо от Тельча (12 км). К вершине ведёт несколько велосипедных дорожек и автомобильная дорога, кончающаяся в 3 км от вершины.
На северном склоне в 500 метрах от вершины расположено место для отдыха с родником. На северо-востоке находится скала Михова (чеш. Míchova skála). В резервате Вельки-Паржезити-Рибник находится дендрарий и автомобильный кемпинг. Поблизости расположены руины замка Штамберг (чеш. Štamberk) и памятник Кириллу и Мефодию.

Вид на Тельч с Яворжице